# Catedral basílica del Sagrado Corazón (Newark)
La catedral basílica del Sagrado Corazón (en inglés: Cathedral Basilica of the Sacred Heart) la quinta catedral más grande de Norteamérica y la sede de la arquidiócesis de Newark situada en el 89 de Ridge Street en Newark, Nueva Jersey. Comenzó a construirse en 1899 y no fue terminada hasta 1954. El diseño original estaba fijado en una iglesia de estilo gótico inglés, pero los planes fueron modificados posteriormente en favor del estilo gótico francés.

## Planificación
La catedral del Sagrado Corazón fue propuesta en 1859 por James Roosevelt Bayley, obispo de Newark, tan sólo seis años después de su nombramiento por el papa Pío IX. Los sitios inicialmente propuestos fueron una esquina de High Street con Kinney Street y otro en la esquina de South Street con Broad Street.
Sin embargo, el sitio actual, al lado de Branch Brook Park en Forest Hill, sección de Newark, fue el elegido. Bayley esperó para comprar la tierra hasta que el sitio fue recomendado por Jeremiah O'Rourke, el arquitecto de la catedral previsto, por monseñor George Hobart Doane y el clérigo G. W. Doane. A Doane le gustó el sitio actual, ya que tiene una vista de las Watchung Mountains en el oeste y el valle de Newark, las colinas de Staten Island y Nueva York en el este. La compra de la propiedad se completó el 2 de enero de 1871, por 60 000 $.
A petición de Bayley, G. W. Doane viajó a Alemania, Francia e Inglaterra para obtener ideas para la nueva catedral. En 1872, Bayley fue elevado a arzobispo de Baltimore y el proyecto fue entregado al nuevo obispo, Michael Augustine Corrigan. Corrigan ordenó la excavación del sitio en 1875 y 1876. En 1881, el proyecto fue entregado a otro nuevo obispo, Winand Michael Wigger.
La ciudad de Newark quería comprar el sitio para la nueva Escuela Secundaria de Newark en 1896, pero fue rechazado por Wigger. Como los planes se trasladaron, Wigger erigió una iglesia temporal bajo el mismo nombre el 15 de febrero de 1889.
En julio de 1897, se comenzó una recaudación de fondos para construir la catedral. Al mismo tiempo, el diseño ya había sido escogido. O'Rourke fue elegido para diseñar en estilo gótico inglés. Al aceptar el encargo, O'Rourke se comprometió a Wigger que la obra sería “un trabajo de amor y no de las cuotas y los beneficios”.

## Construcción

### Las primeras etapas

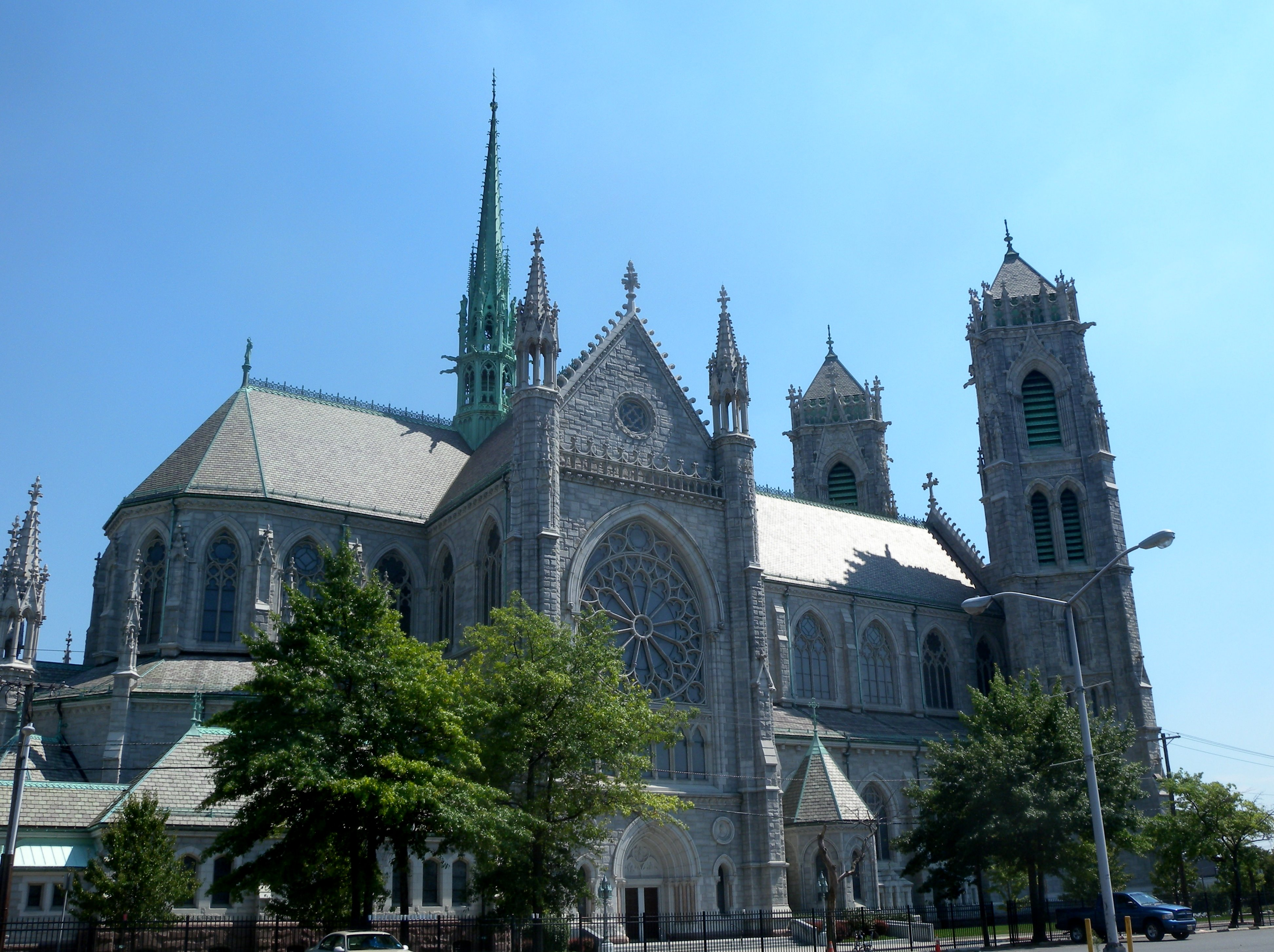
Fachada oeste de la catedral

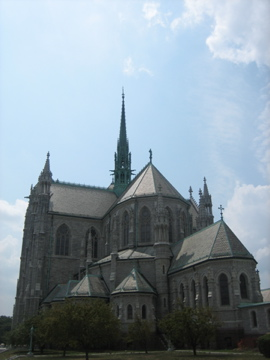
Ábside de la catedral

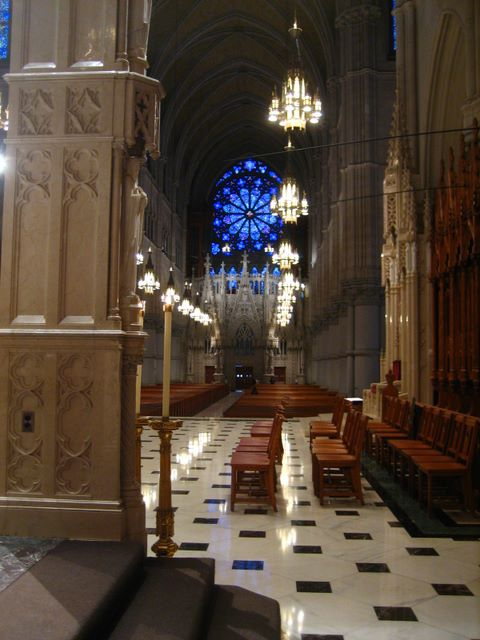
Vista del interior de la catedral

Después de empezar en enero de 1898, la primera piedra fue colocada el 11 de junio de 1899. O'Rourke quería primero terminar las paredes y torres y seleccionar el granito de Vermont como la piedra exterior. En 1902, las paredes se elevaron hasta 50 metros en las naves y el deambulatorios, con los primeros cuatro niveles de las torres bajo construcción.
Wigger murió el 5 de enero de 1901, y el nuevo obispo, John Joseph O'Connor le pidió a O'Rourke que redujera los costes para que no excedieran de un millón de dólares.

### Parada de las obras
O'Rourke se retiró como arquitecto jefe en 1910 tras una serie de disputas entre O'Rourke y otro arquitecto. El nuevo arquitecto, el señor Waldron había notado un cambio peligroso en el peso y contrató a Fred Metcalf para observar este cambio. Una orden salió a eliminar todos los 24 pilares, excavar por debajo, volver a nivelar el suelo y restablecer 22 pilares. La decisión de retirar los dos pilares restantes permitió la eliminación del cimborrio y el presbiterio, abriendo así el crucero hasta un total de 50 m. A medida que los arcos y el triforio comenzó a subir en la segunda mitad de 1910, el refuerzo adicional fue proporcionado en forma de vigas de aceroen el nivel del triforio a ambos lados de la nave y en el  deambulatorio.

### Los cambios de diseño
El diseño original (gótico inglés) se cambió a un gótico francés con los planes aceptados en junio de 1913 y comenzar a trabajar en agosto de 1913. Los cambios comprendieron:
- la reducción de la altura de las torres de 101 m a 70 m;
- la eliminación de las agujas debido a la preocupación por demasiado peso en las torres;
- la eliminación de contrafuertes y pináculos de la nave exterior;
- la sustitución de tres rosetones por ventanas de diseño circular concéntrico;
- el aumento del uso de las esculturas en las portadas.

### Las etapas finales
En 1918, la construcción se movió a un ritmo constante para permitir la finalización de la cubierta provisional de acero en noviembre de 1919. El tímpano de granito y los medallones se terminaron y, en julio de 1924, se completaron las vidrieras. Con esto, el edificio fue finalmente aislado por primera vez desde el inicio de la construcción. Los medallones de escenas bíblicas y de retratos de obispos se tallaron entre abril de 1922 y noviembre de 1924 bajo la dirección de la Rochette y Parzini de Nueva York.
En 1925, las autoridades querían que la catedral se completara en diciembre de 1926, a tiempo para el 50.º aniversario de la ordenación de O'Connor como sacerdote. La dedicación fue pospuesta debido a una disputa sobre el tipo de piedra caliza utilizada y a numerosos retrasos en la construcción. La instalación de las bóvedas de piedra caliza, el trabajo en el suelo y las sacristías continuó.
Con la muerte de O'Connor en mayo de 1927, la construcción tuvo que ser completada en la cripta, donde sería enterrado.
El trabajo general se reinició en agosto de 1927 y terminó unos meses más tarde con la instalación de un altar de mármol comprado a los hermanos Benziger de Nueva York.

## Pre-dedicación
El nuevo obispo, Thomas Joseph Walsh, abrió la catedral a pesar de que todavía estaba en construcción. Walsh cree que era el momento de abrir la catedral a pesar de que estaba inconclusa.
La primera ordenación fue como obispo de Newark el 1 de mayo de 1928. Una misa pontifical fue celebrada por el padre Joseph H. Conroy, con una multitud de casi 4.000 personas.
La elevación de Walsh como arzobispo de Newark tuvo lugar el 27 de abril de 1938. Él celebró su Jubileo de Plata el 29 de julio de 1943, y el 50.º aniversario de su ordenación como sacerdote el 1 de mayo de 1950.
Durante la dedicación previa, Walsh había ordenado seis obispos en la catedral.

## Dedicación
Después de casi 95 años de planificación y construcción, la xatedral del Sagrado Corazón se dedicó, por último, Thomas Aloysius Boland, arzobispo de Newark, el 19 de octubre de 1954. Durante la ceremonia, Boland recibió el palio del entonces arzobispo Amleto Giovanni Cicognani, nuncio apostólico (delegado) de los Estados Unidos

## Postdedicación
El reverendo monseñor Joseph A. Doyle, quien pasó toda su vida sacerdotal en la parroquia de la catedral, fue nombrado primer rector.
Además de los seis obispos que él ordenó durante la dedicación previa, Boland ordenó sacerdotes en la catedral y mostró contribuciones de la gente en esta iglesia.
Miles de personas acudieron para celebrar su Jubileo de Oro en 1972. En 1974, nombró a su sucesor, el padre Peter Leo Gerety de Portland (Maine).

## Visita del Papa Juan Pablo II y elevación a basílica
Juan Pablo II, durante su visita a los Estados Unidos, celebró la oración de la tarde en la Catedral. En esta ocasión, la Catedral del Sagrado Corazón fue elevada a la basílica para convertirse en Catedral Basílica del Sagrado Corazón.

## Música en la Catedral Basílica
La basílica catedral ofrece conciertos abiertos al público durante todo el año y cuenta con el mayor órgano de tubos, construido por Schantz Organs Company, que incluye 154 filas para tocar a partir de dos consolas